# قوات النخبة الحضرمية
قوات النخبة الحضرمية هي قوات تم تشكيلها من قبل قوات التحالف العربي وتحت إشراف الإمارات العربية المتحدة وبتمويل من المملكة العربية السعودية ودعم تقني من قوات الولايات المتحدة. لتحرير مدينة المكلا من تنظيم القاعدة.
تتألّف قوات النخبة الحضرمية من جنود ينتمون إلى عشائر يؤيدون الشرعية في المنفى بالإضافة إلى مجندين محليين من محافظة حضرموت. تتميّز هذه القوات بكونها مشكّلة ممن ينتمون إلى محافظة حضرموت فقط، ما يعني أنّه لا يُسمح لليمنيين من مناطق أخرى الانضمام إليها. ويتولّى ضباط الأمن الإماراتيون تدريب القوة الأمنية الجديدة التي تديرها المنطقة العسكرية الثانية في النواحي الساحلية وقد تمّ تزويدها بالدبابات والأسلحة والأمور اللوجستية، والتي غالباً تم تأمينها من قبل السعودية.

## تحرير المكلا
قامت النخبة الحضرمية مدعومة من قبل قوات التحالف العربي لدعم الشرعية في اليمن في 24 أبريل 2016 بسيطرة على مدينة المكلا العاصمة الإدارية لمحافظة حضرموت وإقليم حضرموت من تنظيم القاعدة في جزيرة العرب، وهي المرة الأولى التي تتحرك فيها قوات عسكرية إلى المدينة منذ سيطرة تنظيم القاعدة في جزيرة العرب عليها منذ أبريل 2015، وتحرك نحو 2000 جندي من قوات النخبة الحضرمية مدعومين بقوات خاصة سعودية، وإماراتية توغلوا في المكلا وسيطروا على الميناء والمطار، بدعم جوي من طائرات سلاح الجو السعودي، وأقاموا نقاط تفتيش في أنحاء متفرقة من المدينة.
وأعلن التحالف العربي لدعم الشرعية أنه قتل أكثر من 800 من مسلحي تنظيم القاعدة في جزيرة العرب، فيما تفيد تقارير أخرى بأن مسلحي القاعدة أنسحبوا بعد اشتباكات طفيفة.

## الانتماء
تخوف بعض المراقبين والقادة العسكريين في الجيش الوطني اليمني وقيادات في الحراك الجنوبي في اليمن من انتماء هذه القوات والتسمية المناطقية وينظر لها بأنها تمهيد لتكوين جيش في حضرموت مستقل عن قيادة القوات المسلحة اليمنية أو حتا عن المقاومة الشعبية الجنوبية وخاصة بعد قيام بعض الجنود برفع علم حضرموت على المدرعات بعد تحرير مدينة المكلا من القاعدة. وتنفي قيادة قوات النخبة الحضرمية تلك المزاعم وتأكد وقوفهم خلف الشرعية في اليمن وأن القوات تابعة للمنطقة العسكرية الثانية.